# All the Man That I Need
All the Man That I Need (englisch für „Der Mann, den ich brauche“) ist ein Lied des US-amerikanischen Sängerin Linda Clifford, das im Jahr 1982 erschien. Größere Bekanntheit erlangte das Lied durch eine Coverversion von Whitney Houston, die im Jahr 1990 als Single zum Charthit avancierte.

## Entstehung und Veröffentlichung
Geschrieben wurde das Lied gemeinsam von Michael Gore und Dean Pitchford. Gore zeichnete zudem auch für die Produktion verantwortlich.
Die Erstveröffentlichung von All the Man That I Need erfolgte im Jahr 1982 bei Capitol Records, als Teil von Cliffords siebten Studioalbum I’ll Keep on Loving You (Katalognummer: ST-12181).

## Rezeption
Pitchford erklärte in einem Interview, das obwohl verschiedene Versionen aufgenommen wurden, niemand Erfolg mit dem Lied hatte: "I figured that it was one of those songs that was going to get cut a number of times and not ever have its day" (englisch für „Ich dachte mir, dass es eines der Lieder ist, die oftmals aufgenommen wurden und niemand machte daraus einen Erfolg“).

## Coverversionen

### Whitney Houston

#### Entstehung und Veröffentlichung
1990 veröffentlichte die US-amerikanische Sängerin Whitney Houston eine Coverversion zu All the Man That I Need. Diese blieb unbearbeitet, sodass Michael Gore und Dean Pitchford weiterhin die einzigen Urheber des Stücks sind. Die Produktion erfolgte unter der Leitung von Narada Michael Walden. Während eines Abendessens zwischen Pitchford und Clive Davis, dem Chef von Arista Records, bot Pitchford Davis das Lied an und schickte ihm ein Demoaufnahme. Dabei hatte er zu diesem Zeitpunkt die Arbeiten an Houstons neuem Album vollendet. Obwohl Davis vom Lied beeindruckt war, hatte Pitchford den Eindruck, dass Davis mit dem Lied wenig anfangen könne, da Houston bereits ein Album aufnahm und es dauern würde, bis sie erneut ein Album aufnehme. Währenddessen erhielt Pitchford von mehreren Interpreten Anfragen, die gerne das Lied als Single herausbringen wollten. Zu guter Letzt bekam Houston den Zuschlag.
Die Erstveröffentlichung dieser Coverversion erfolgte am 26. September 1990 bei Arista Records, als Teil von Houstons dritten Studioalbum I’m Your Baby Tonight (Katalognummer: 261 039). Am 4. Dezember desselben Jahres erschien das Lied als zweite Singleauskopplung aus dem Album. Diese erschien als 7″-Single mit der B-Seite Dancin’ on the Smooth Edge (Katalognummer: 114 000) sowie als 12″-Maxi-Single, die um eine Liveversion zu The Greatest Love of All als zweite B-Seite erweitert wurde (Katalognummer: 614 000).

#### Inhalt und Stil
Houstons Version zu All the Man That I Need ist eine R&B-Ballade mit Gospeleinflüssen. Es wurde in f-Moll mit einem Tonartwechsel zu fis-Moll geschrieben. Die Taktangabe bewegt sich langsam in 76 Schlägen pro Minute. Es hat die Sequenz von B♭m–Fm–E♭–E♭/D♭–D♭–Cm7 als Akkordfolge. Houstons Gesang im Lied reicht von der Note C♯4 bis A5, während die Klavierelemente von B♭1 zur hohen F♯5 gehen. Stephen Holden von den New York Times schrieb, dass das Lied ein "Ausdruck sexueller Heldenverehrung" sei. Das Saxophonsolo wurde von Kenny G gespielt.

#### Musikvideo
Für die Regie war Peter Israelson verantwortlich. Das Video beginnt mit Whitney Houston, die eine lockige Frisur und einen schwarzen Rollkragenpullover mit ihren Initialen "WH" trägt. Sie steht an einer Wand, bewegt sich nach vorne und setzt sich auf einen Stuhl. Sie singt das Lied. Das Video wechselt durch die Räumlichkeiten des Hauses. Zu sehen sind weiße Möbel, darunter ein Bett, ein Kleiderschrank und ein Flügel, auf dem Houston spielt und singt. Dann geht sie nach draußen, auf ein Balkon, wo es regnet. Nach der Szene wird sie auf einer Bühne von einem Kirchenchor begleitet vor einem Publikum. Das Video endet mit einem Porträt von ihr.

#### Chartplatzierungen
| ChartsChartplatzierungen       | Höchstplatzierung | Wochen |
| ------------------------------ | ----------------- | ------ |
| Deutschland (GfK)              | 37 (18 Wo.)       | 18     |
| Österreich (Ö3)                | 21 (4 Wo.)        | 4      |
| Schweiz (IFPI)                 | 28 (3 Wo.)        | 3      |
| Vereinigte Staaten (Billboard) | 1 (23 Wo.)        | 23     |
| Vereinigtes Königreich (OCC)   | 13 (10 Wo.)       | 10     |

| ChartsJahrescharts (1991)      | Platzierung |
| ------------------------------ | ----------- |
| Vereinigte Staaten (Billboard) | 16          |

#### Auszeichnungen für Musikverkäufe
| Land/Region               | Auszeichnungen für Musikverkäufe (Land/Region, Auszeichnung, Verkäufe) | Verkäufe  |
| ------------------------- | ---------------------------------------------------------------------- | --------- |
| Vereinigte Staaten (RIAA) | Platin                                                                 | 1.000.000 |
| Insgesamt                 | 1× Platin ·                                                            | 1.000.000 |

Hauptartikel: Whitney Houston/Auszeichnungen für Musikverkäufe

### Weitere Coverversionen
- 1982: Sister Sledge (Album: The Sisters)
- 1994: Luther Vandross (Album: Songs)
- 2000: Charles Earland (Album: Stomp!)